# 克拉克及哈特拉斯堡之役
克拉克及哈特拉斯堡之役於1861年8月28至29日發生在北卡羅來納的戴爾郡, 是在早期南北戰爭中北軍嘗試封鎖卡羅來納而發動的一場戰役。

## 戰事
北軍為了奪得北卡羅來納的海岸控制權,於8月28日率約2000人攻打克拉克堡及哈特拉斯堡,首先北軍海軍先開火轟炸兩座堡壘,而步兵則從後方登陸,攻擊堡壘後方,次日, 南軍670人投降。北軍大勝。

## 戰事結束
北軍步兵死去1人,傷亡總人數為3人;而南軍670人投降,傷亡人數約是770(當中有的負傷投降)。